# Kipps – Roman eines einfachen Menschen
Kipps – Roman eines einfachen Menschen ist eine britische Tragikomödie aus dem Jahre 1941 von Carol Reed mit Michael Redgrave in der Titelrolle. An seiner Seite spielen Diana Wynyard und Phyllis Calvert die weibliche Hauptrollen. Die Geschichte basiert auf dem gleichnamigen Roman (1905) von H. G. Wells.

## Handlung
England, zu Beginn des 20. Jahrhunderts. Der 14-jährige Arthur, genannt „Artie“, Kipps hat soeben die Schule beendet und will nun eine sieben Jahre währende Ausbildung in dem Textilgeschäft von Mr. Shalford beginnen. Kurz zuvor bittet er Ann Pornick, die Schwester seines Freundes, ihr Freund werden zu dürfen. Das Mädchen stimmt mit Freude zu. Die Jahre vergehen, und Kipps wächst zu einem unauffälligen jungen Mann heran. Eines Tages nimmt er an einem Vortrag Chester Cootes teil, der ihm alles über Selbstoptimierung verraten soll, und beschließt daraufhin, einen dementsprechenden Kurs zu besuchen. Coote blickt auf Kipps wegen dessen niedriger sozialer Herkunft mit einer gewissen Überheblichkeit herab und überredet den jungen Mann gönnerhafterweise dazu, statt einen Literaturkurs doch lieber einen anderen Kurs zu belegen, etwa einen, der sich mit der Verarbeitung von Holz beschäftigt. Dieser Kurs wird von der standesbewussten Helen Walshingham geleitet, die gleichfalls auf Kipps aufgrund seiner niedrigen sozialen Herkunft mit Hochmut herabblickt. Dementsprechend beachtet sie ihn kaum, selbst als er ihretwegen Schmetterlinge im Bauch bekommt.
Eines Nachts stößt der auf einem Fahrrad dahinradelnde Schauspieler und Dramatiker Chitterlow mit Kipps zusammen und zerreißt dabei dessen schöne Hose. Er nimmt Kipps zu sich, um dessen Kleidung zu flicken. Beide Männer verstehen sich prächtig und betrinken sich, während Chitterlow Kipps von seinem neuesten Stück erzählt. Es handelt sich dabei um eine Komödie, in deren Handlungsmittelpunkt ein Käfer steht. Es scheint purer Zufall, dass einer der Figuren in Chitterlows Stück ebenfalls Kipps heißt; ein Name, den der Autor vor kurzem in einer Zeitungsanzeige entdeckte. Als Kipps am nächsten Tag zu spät zur Arbeit kommt, wird er sofort von Mr. Shalford entlassen, da er eine von dessen strikten Verhaltensregeln gebrochen hat. Für Kipps ändern sich kurz darauf die Dinge schlagartig, und zwar zum Besseren: Chitterlow erzählt Kipps, worum es in dem Zeitungsanzeige-Kipps ging: Die Anzeige betraf tatsächlich Arthur Kipps, der ein großes Haus und ein Vermögen in Höhe von 26.000 Pfund – damals eine gewaltige Summe – von seinem Großvater, den er nie kennengelernt hatte, geerbt hat. Sofort überredet Chitterlow Kipps dazu, 300 Pfund in sein neues Stück zu investieren und damit einen 50-prozentige Anteil am Gewinn zu erhalten.
Kipps und Chitterlow gehen gemeinsam zur Bank, dort stoßen sie auf Chester Coote. Dieser schlägt Kipps vor, den jungen Anwalt Ronnie Walshingham mit Kipps’ Vermögensverwaltung zu beauftragen. Als Kipps erfährt, dass dieser Mann der Bruder seines Schwarms Helen ist, zeigt der gutgläubige Kipps schlagartig Interesse. Er ahnt nicht, dass Coote und die Walshinghams mit diesem Arrangement eigene Interessen verfolgen. Denn jetzt, wo Kipps zu einem ansehnlichen Vermögen gekommen ist, ist er auch für die blasierte und hochnäsige Helen Walshingham von Interesse, die sich ganz plötzlich nun auch für Kipps zu interessieren beginnt und einer Verlobung mit ihm zustimmt. Ihre Versuche, ihn zu etwas anderem zu machen, als er ist, stören Kipps hingegen. Als er seine Kindheitsflamme Ann wiedertrifft, die nunmehr als Stubenmädchen arbeitet, werden alte Gefühle wieder wach. Beide küssen sich. Als etwas später Ann die Nachricht von Arties Verlobung mit Helen hört, läuft sie enttäuscht fort. Kipps findet sie und sagt Ann, dass er sie liebt. Sie beschließen zu heiraten. Eines Tages wird Kipps in Ronnies Büro gebeten, wo ihm Helen eröffnet, dass ihr Bruder mit Kipps‘ ganzen Vermögen auf und davon sei. Kipps zeigt erneut ein großes Herz und verzichtet auf eine Anzeige. Da eröffnet ihm Freund Chitterlow mitten in der Nacht, dass sein Stück ein großer Erfolg sei, und Kipps, dank seiner 50-prozentigem Beteiligung, wieder reich werden wird. Dies ist für Arthur Kipps genug, um eine Buchhandlung zu eröffnen und mit Ann und ihrem kleinen Sohn glücklich und zufrieden zu leben.

## Produktionsnotizen
Die Dreharbeiten zu Kipps – Roman eines einfachen Menschen wurden Ende Dezember 1940 beendet und der Film erstmals im März 1941 vorgestellt. Massenstart war etwas später. In Deutschland war der Streifen bereits im Januar 1946 zu sehen.
Maurice Ostrer war Produktionschef, Alex Vetchinsky schuf die Filmbauten. Cecil Beaton entwarf die Kostüme. Louis Levy übernahm die musikalische Leitung. Peter Graham Scott war einer von mehreren Regieassistenten.

## Kritiken
In dem Branchenblatt Variety war 1941 zu lesen: “Kipps hat wenig vom akzeptierten Filmstil. Die Knappheit der Dramatik und des Handelns ist offensichtlich, um gelegentliche Langeweile zu zeigen; doch überdies gibt es eine gewisse pikante Frische in der simplen Geschichte einer ultra-einfachen Kumpels – Kipps. Jeder Versuch, diesem späten viktorianischen Garn Impulse oder Schärfe zu verleihen, ist nicht erkennbar. Sidney Gilliats Drehbuch … hat zwar ausgezeichnetem Geschmack und Charakter, aber es bleibt ein ausuferndes Schreiben. Man kann sich des Eindrucks nicht erwehren, dass Carol Reed sich in der Regiearbeit an dieser Art von müdem Stoff nicht gerade wohl fühlte.”
Der Movie & Video Guide schrieb: „Akribische Adaption von H. G. Wells‘ Geschichte … aber durchgehend schwerfällig“.
Halliwell‘s Film Guide charakterisierte den Film wie folgt: „Charmanter, bescheidener Film eines beliebten Romans“.

„Es hat den altmodischen Charme von Wachsrosen unter einer Glasglocke.“

Das Lexikon des Internationalen Films meinte: „Liebenswürdige, etwas plakative Verfilmung eines Romans von H. G. Wells – eine frühe Talentprobe Carol Reeds.“